# Schlacht bei Dinwiddie Court House
Lewis’ Farm – White Oak Road – Dinwiddie Court House – Five Forks – Petersburg III – Sutherland Station – Namozine Church – Amelia Springs –Saylor’s Creek – Rice’s Station – Cumberland Church – High Bridge – Appomattox Station – Appomattox Court House
Die Schlacht bei Dinwiddie Court House (auch Schlacht am Chamberlains Bed genannt) war eine Schlacht des Appomattox-Feldzugs während des Sezessionskrieges und ging der entscheidenden Schlacht am Five Forks unmittelbar voraus.
Am 29. März 1865 versuchte Generalmajor Philip Sheridan, mit dem Kavalleriekorps, dem II. und V. Korps der Potomac-Armee General Robert Edward Lees rechte Flanke der Stellungen bei Petersburg zu umgehen. Beständiger Regen verwandelte die Straßenoberflächen in Schlamm und verlangsamte das Vorrücken der Unionstruppen, so dass ihre Vorhut am 31. März, nördlich und nordwestlich von Dinwiddie Court House, auf Generalmajor W. H. F. Lees Kavallerie und Generalmajor George Picketts Infanteriedivision traf. Die konföderierten Truppen warfen die Gefechtslinie der Unionskräfte auf einen engen Kreis um das Dorf zurück und brachten Sheridans Vormarsch zum Stillstand. Das Heranrücken von Unionsinfanterie aus dem Osten veranlasste Pickett, sich vor Tagesanbruch zurückzuziehen und sich an der wichtigen Straßenkreuzung bei Five Forks zu verschanzen. General Lee befahl Pickett diese neue Stellung unter allen Umständen zu halten. In der Folge kam es dort erneut zur Schlacht.